# Bellumadu, Virajpet
Bellumadu là một làng thuộc tehsil Virajpet, huyện Kodagu, bang Karnataka, Ấn Độ.